# Xestia badicollis
Xestia badicollis är en fjärilsart som beskrevs av Augustus Radcliffe Grote 1873. Xestia badicollis ingår i släktet Xestia och familjen nattflyn. Inga underarter finns listade i Catalogue of Life.